# Kazachko
Kazachko (Казашко en bulgare, translittération internationale Kasaško) est un village du nord-est de la Bulgarie.

## Géographie
Kazachko est situé dans le nord-est de la Bulgarie. La localité se trouve à 10 km à l'ouest de Varna ; elle fait partie de la commune et de la région de Varna.

## Histoire
Du fait des réformes religieuses et sociales intervenues sous Alexis Ier et Pierre Ier, beaucoup de personnes refusant ces réformes - les Orthodoxes vieux-croyants - quittent l'Empire russe à la recherche d'un endroit où ils pourront préserver leur foi et leurs croyances. Nombre d'entre eux s'installent sur la rive nord du Danube et en Asie mineure. Au contact des Grecs et des Roumains du delta du Danube et des bords de la Mer Noire, ils apprennent la pêche qui fut, jusqu'à récemment, leur principale activité.
Toutefois, la Roumanie connaît une modernisation importante (mise en place des registres d'état civil et de registres municipaux) à la fin du XIXe siècle et au début du XXe siècle et certaines nouveautés (vaccination obligatoire des soldats) sont considérées par les Lipovènes (ou vieux-croyants) comme hérétiques. Ceci entraîne une nouvelle émigration. Matvéï Roussov quitte la Roumanie, en 1905, pour rejoindre d'autres Vieux-croyants dans l'Empire ottoman. Son trajet le mène le long du lac de Varna et l'endroit lui semble agréable : près de l'eau où il peut pratiquer son art de la pêche, assez loin de la ville - Varna - qui amène malheurs et calamités. De ce fait, il décide de ne pas poursuivre son voyage et s'installe sur la rive nord du lac. Dans les années qui suivent d'autres familles de Vieux-croyants arrivent et, en 1908, le village est reconnu, par décret royal, sous le nom de Hameau Cosaque. Mais la plupart des personnes de la région le connaissent comme et l'appellent Le village russe.
Jusqu'en 1949, les mariages mixtes étaient interdits aux habitants du village. Les habitants avaient conservé leur langue (un dialecte russe méridional), leurs tenues vestimentaires et leurs traditions (les cheveux des femmes devaient impérativement être noués en deux tresses et recouverts d'un fichu en cachemire). Cette année, Karnéy Grigorov, un grand cosaque blond, s'éprend de la jeune (16 ans) Jivka, petite vierge bulgare aux cheveux et aux yeux noirs, et ils se marient.
Le nom du village est officiellement modifié en 1952 pour devenir Kazachko.
La paroisse orthodoxes vieille-croyante de Kazachko est dans la juridiction de l'Église vieille-orthodoxe russe. L'église a été construite en 1935.

## Économie
Les habitants de Kazachko, membres de la communauté lipovène, vivent traditionnellement de la pêche dans le lac de Varna et de l'agriculture dans ses environs.

## Jumelages
| Ville | Ville        | Pays | Pays   | Période               |
| ----- | ------------ | ---- | ------ | --------------------- |
|       | Novorossiïsk |      | Russie | depuis le 3 juin 2019 |